# زوندرسهاوزن
زوندرزهاوزن (بالألمانية: Sondershausen) هي بلدة ألمانية تقع في ألمانيا في تورينغن. يقدر عدد سكانها بـ 24,532 نسمة .

## المدن التوأمة
مدن رولا (ميزوري)، Pecquencourt و Kazlų Rūda هي مدن توأمة لـزوندرزهاوزن.

## أعلام
- يورغ هوفمان
- إرنست أنطون نيكولاي
- هاينريش جيربر
- إدوارد شتاين
- كارل ويلهلم إريك زيمر
- مايكل كول
- جان كريستوف كولين
- إرنست لودفيغ جيربر